# Teleboi
I Teleboi (dal greco Τηλεβόαι) erano un'antica popolazione dell'Acarnania, regione della Grecia che si affaccia sul Mar Ionio. 
Tale popolazione sebbene appartenente ad uno strato etnico greco, è in stretta relazione ai territori ad Occidente della Grecia, in particolar modo all'isola di Capri. Secondo la mitologia narrata tramite alcuni scritti di Virgilio, l'isola era governata da un loro re: Ebalo. Figlio di Telone e della ninfa Sebetide (figlia del Sebeto, fiume di Napoli), egli sarebbe ben presto riuscito ad assoggettare numerosi territori campani.
I Teleboi sono stati anche citati dal commediografo sarsinate Plauto nella commedia Anfitrione in cui essi vengono combattuti appunto da Anfitrione, sposo di Alcmena, madre di Eracle.